# Buenavista, Naolinco
Buenavista är en ort i Mexiko.   Den ligger i kommunen Naolinco och delstaten Veracruz, i den sydöstra delen av landet, 230 km öster om huvudstaden Mexico City. Buenavista ligger 1 918 meter över havet och antalet invånare är 303.
Terrängen runt Buenavista är kuperad söderut, men norrut är den bergig. Runt Buenavista är det tätbefolkat, med 511 invånare per kvadratkilometer. Närmaste större samhälle är Xalapa, 19,7 km söder om Buenavista. Omgivningarna runt Buenavista är en mosaik av jordbruksmark och naturlig växtlighet.